# Domenico Bartolini
Domenico Bartolini (Roma, 16 de maio de 1813 — Florença, 2 de outubro de 1887) foi um cardeal e historiador italiano.

## Biografia
De origem humilde, estudou no seminário de Roma. Em 1838, tornou-se cônego da basílica de São Marcos Evangelista no Capitólio e, em 1847, da de São João de Latrão. Foi protonotário apostólico de 1863 a 1875.
O Papa Pio IX elevou-o à categoria de cardeal no consistório de 15 de março de 1875, conferindo-lhe o título de cardeal diácono de San Nicola in Carcere. Em 1876, optou pelo título de cardeal presbítero de San Marco. Participou do conclave de 1878 que elegeu o Papa Leão XIII. Em 1878, tornou-se prefeito da Congregação dos Ritos, cargo que ocupou até 1886. Daquele ano em diante, foi camerlengo do Sacro Colégio.
Ele nunca recebeu consagração episcopal.
Ele morreu em Florença, onde foi inspecionar os corpos dos sete santos fundadores da Ordem dos Servos de Maria, aos 74 anos. Seu corpo foi enterrado na Abadia de Montecassino.
Arqueólogo, historiador e hagiógrafo, deixou inúmeras obras sobre esses temas.